# Sander Westerveld
Sander Westerveld (født 23. oktober 1974 i Enschede, Holland) er en tidligere hollandsk fodboldspiller (målmand). Han spillede seks kampe for det hollandske landshold.

## Karriere
Westerveld startede sin seniorkarriere hos FC Twente, hvor han også havde spillet som ungdomsspiller. Han var tilknyttet klubben frem til 1996, hvor han skiftede til Vitesse i Arnhem.
Fra sommeren 1999 og to et halvt år frem spillede Westerveld hos den engelske Premier League-klub Liverpool F.C. Her var han i de første to sæsoner fast mand i målet på Anfield, og var med til at vinde hele fem titler med klubben i 2001. Efter at have mistet sin plads på holdet skiftede han til Real Sociedad i den spanske La Liga, hvor han var med til at vinde sølv i 2003, hvor holdet kun var to point fra at vinde mesterskabet.
I slutningen af sin karriere havde Westerveld en lang række kortere ophold hos blandt andet de engelske hold Portsmouth og Everton, italienske AC Monza og Sparta Rotterdam i Holland. Han afsluttede sin karriere i Sydafrika hos Ajax Cape Town, hvor han efter sit karrierestop blev målmandstræner.
Efter et kortvarigt ophold uden succes hos Manchester City, skiftede Waterreus i begyndelsen af 2005 til den skotske storklub Rangers F.C. Med Rangers var han med til at vinde det skotske mesterskab samme år. Han sluttede sin karriere af med at spille kortvarigt hos AZ i hjemlandet samt for New York Red Bulls i den amerikanske Major League Soccer.

### Landshold
Westerveld spillede desuden, mellem 1999 og 2004, seks kampe for Hollands landshold. Han var en del af den hollandske trup, der nåede semifinalerne ved EM i 2000 på hjemmebane. Han spillede tre af landets fem kampe i turneringen.
Fire år senere var han igen med hollænderne til EM, denne gang EM i 2004 i Portugal. Her nåede hollænderne igen semifinalerne, men Westerveld kom ved denne turnering ikke på banen.

## Titler
FA Cup
- 2001 med Liverpool

Liga Cup
- 2001 med Liverpool

Charity Shield
- 2001 med Liverpool

UEFA Cup
- 2001 med Liverpool

UEFA Super Cup
- 2001 med Liverpool